# Thú cưng siêu quậy
Thú Cưng Siêu Quậy (Trouble) là một bộ phim phiêu lưu hoạt hình máy tính của Mỹ năm 2019 do Vanguard Animation sản xuất. Nó được đạo diễn bởi Kevin Johnson, và Sean "Big Sean" Andersen, Pamela Adlon và Lucy Hale đóng vai chính.